# Tergu

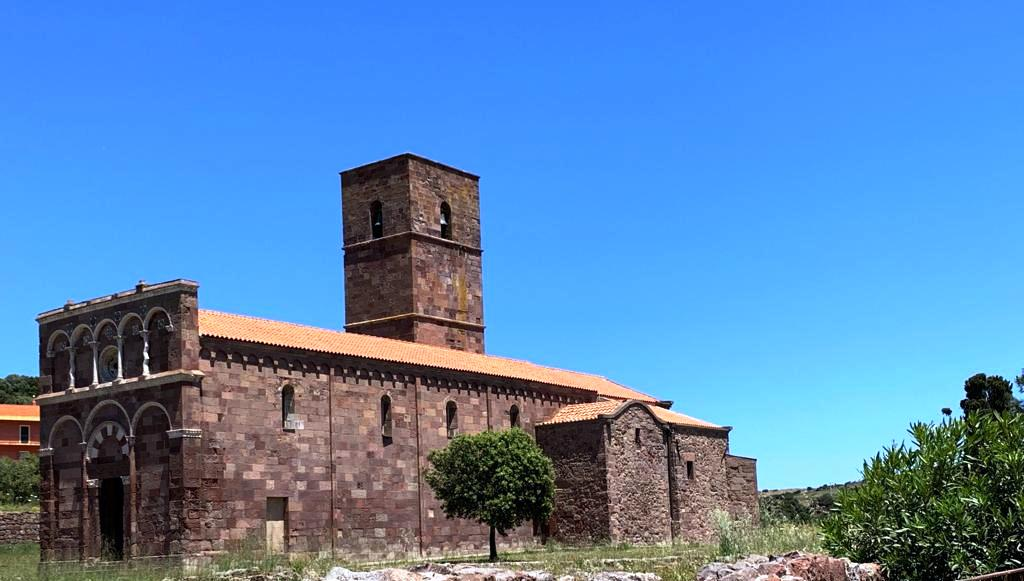
Kościół parafialny p.w. Naszej Pani (Nostra Signora)

Tergu – miejscowość i gmina we Włoszech, w regionie Sardynia, w prowincji Sassari.
W roku 2019 gminę zamieszkiwało 608 osób, 16,1 os./km². Graniczy z Castelsardo, Nulvi, Osilo, Sedini, Sennori i Sorso.